# Housefull 2
Série
Housefull
(2010)
Pour plus de détails, voir Fiche technique et Distribution.
Housefull 2 est un film indien de Bollywood réalisé par Sajid Khan, sorti le 5 avril 2012.
Le film met en vedette Akshay Kumar, John Abraham, Asin Thottumkal, Jacqueline Fernandez, Ritesh Deshmukh et Zarine Khan.

## Synopsis
L'histoire se base sur la famille Kapoor. Daboo et Chintu sont frères et se détestent l'un et l'autre, leurs femmes et leurs filles se détestent aussi. Les deux prétendent qu'ils vont obtenir le gendre le plus riche pour leur fille. Aakhri Pasta, un conseiller conjugal, apporte les parents de Jai à Chintu, Aakhri dit alors de mauvaises choses à Chintu au sujet du père de Jai ce qui le met en colère et provoque une crise cardiaque à ce dernier. Jai cherche à se venger et demande à Jolly, le fils de JD, s'il voudrait accepter de se marier avec la fille de Chintu puis de rompre lors du mariage, mais il refuse car il a déjà une petite amie. Jolly pense alors à Max, un ami de la fac et connu pour être un grand voleur qui se fera passer pour le fils de JD. Mais ils se trompent de maison et vont chez Dabboo. Jai ne sait plus quoi faire et cherche toujours à se venger, Jolly suggère alors Sunny, un autre ami de la fac, mais ils savent que Max et ce dernier sont ennemis depuis leur dispute à la fac et que les maisons de Dabboo et de Chintu sont côte à côte. Alors pour éviter qu'ils ne se rencontrent, Jolly reste avec Sunny et Jai avec Max. Mais lorsque les 2 familles se retrouvent chez JD, les choses se dégénèrent...

## Fiche technique
- Titre : Housefull 2
- Titre en hindi : हाउसफुल २
- Réalisateur : Sajid Khan
- Producteur : Sajid Nadiadwala
- Scénario : Sajid Khan, Farhad, Tushar Hiranandani, Sajid
- Dialogue : Sajid
- Compositeur : Sajid Ali, Wajid Ali
- Photographie : Manoj Soni
- Montage : Rameshwar S. Bhagat
- Pays :  Inde
- Langue : Hindi
- Genre : Comédie dramatique, romance, action et film musical
- Durée : 160 minutes
- Date de sortie :

 Inde : 5 avril 2012

## Distribution
- Akshay Kumar : Sunny
- John Abraham : Max
- Ritesh Deshmukh : Jwala (Jolly)
- Asin Thottumkal : Heena
- Jacqueline Fernandez : Bobby
- Mithun Chakraborty : Jagga Daaku
- Zarine Khan : Jelo
- Randhir Kapoor : Dabboo Kapoor
- Rishi Kapoor : Chintu Kapoor
- Shreyas Talpade : Jai
- Shazahn Padamsee : Parul
- Boman Irani : Batuk Patel
- Chunky Pandey : Aakhri Pasta
- Johnny Lever : Mithai Patil
- Neelu Kohli : Dolly Kapoor

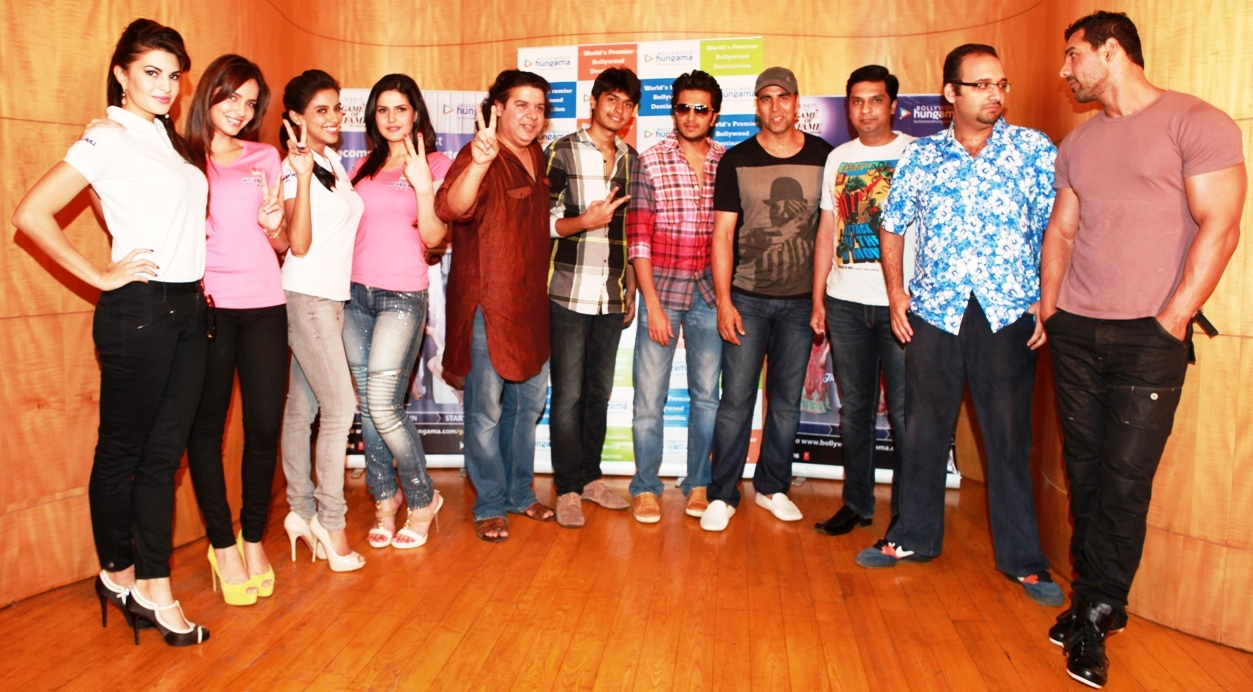
Le casting complet de Housefull 2

- Ranjeet : Dr. Ranjeet V. Asna K. Pujari
- Virendra Saxena : Mr. Babani
- Avec la participation spéciale de Malaika Arora Khan : Anarkali/Hetal/Sarla

## Accueil
Malgré un accueil critique dans l'ensemble négatif, Housefull 2 connait un vif succès populaire rapportant 1 117 000 000 roupies pour un budget de production de 500 000 000 roupies indiennes. 